# Hyakuzō Kurata
Hyakuzō Kurata (倉田 百三 Kurata Hyakuzō?,  23 de febrero de 1891-12 de febrero de 1943) fue un ensayista japonés y dramaturgo de temas religiosos el cual estuvo activo durante la era Taishō y la temprana era Shōwa de Japón.

## Biografía
Kurata nació en la actual ciudad rural Shōbara, en la Prefectura de Hiroshima en el seno de una familia de ricos comerciantes. Se graduó del Instituto Núm. 1 de Tokio y construyó  su cabaña a orillas del estanque Ueno. Fue altamente influido por las escrituras de Nishida Kitarō y por sus conceptos de sincretismo religioso, viajó a Kioto para conocer al filósofo en 1912. Aun así, Kurata fue forzado a abandonar Tokio en 1913 por motivos de salud, ya que estaba sufriendo de ambos pulmones, de tuberculosis de hueso y de enfermedad venérea. Después de pasar un periodo en un hospital en Hiroshima, viajó extensamente alrededor del mar interior de Seto. También se interesó por las escrituras del filósofo y líder de culto Nishida Tenko, el cual había creado una comuna agraria basada en una mezcla de taoísmo, cristianismo, budismo, y pacifismo, y cuyas enseñanzas tenían un amplio seguimiento en los barrios marginales cercanos a las ciudades importantes de Japón. Nishida aceptó a Kurata como adepto en diciembre de 1915, y se trasladó a la comuna junto a su enfermera y amante, Haru Kanda, quién dio a luz a su hijo en marzo de 1917. Aun así, Kurata no estaba físicamente lo bastante fuerte para trabajar en la comuna, y su salud se deterioró rápidamente.
En 1917, Kurata escribió Shukke to sono deshi (El sacerdote y su aprendiz) una obra de teatro sobre el sacerdote budista Shinran del siglo XIII, la cual se convirtió rápidamente en un éxito. Inicialmente contribuyó con artículos de filosofía y religión a la revista literaria Shirakaba, conoció a Mushanokōji Saneatsu. Sin embargo, Mushanokoji tuvo poca consideración con Nishida Tenko y sus ideas, y fue de alguna forma indiferente a Kurata.
En julio de 1918, bajo estrés nervioso, Kurata fue hospitalizado en Fukuoka. En enero, todavía enfermo, se trasladó a un templo budista en Fukuoka y se unió a la comuna de Mushanokōji, Atarashiki-mura, como un miembro externo. Organizó conferencias públicas, mantuvo conciertos e incluso instaló una imprenta cerca de su cama. Creyendo que Kurata estaba en su lecho de muerte, Nishida envió una tabla mortuoria con el nombre póstumo de Kurata inscrito en ella, la cual Kurata aceptó con sentimientos entremezclados, tal y como escribió en una carta a Masao Kume en marzo de 1919.
También escribió Ai to ninshiki to no shuppatsu (El principio del Amor y el Entendiendo, 1921), una colección de ensayos de diversos temas que variaban desde el amor y el sexo hasta la religión el cual se convirtió en un clásico entre las personas jóvenes en el Japón de la preguerra.
Sin embargo, Kurata tuvo una discrepancia con el grupo Shirakaba en 1922, cuando Mushanokōji se unió a las severas críticas de su más reciente obra Chichi no Shimpai (La preocupación de un padre, 1921), y Atarashiki-mura se enfrentó a la bancarrota. Su vida privada también atrajo a la prensa de forma desfavorable, ya que estaba viviendo como polígamo junto a tres mujeres bajo el mismo techo. Políticamente, Kurata dio un brusco giro hacia la derecha religiosa, y abrazó los conceptos del fascismo, defendiendo una teocracia basada en las enseñanzas del Shinran.
Kurata murió en 1943 en su casa de Magome, Tokio, y su tumba se encuentra en el Cementerio Tama, en Fuchū, Tokio.